# Fighter (TALI)
Fighter is een nummer van de in Israël geboren Luxemburgse singer-songwriter Tali Golergant, dat geschreven werd door Ana Zimmer, Dario Faini, Manon Romiti en Silvio Lisbonne. Het werd uitgebracht op 12 januari 2024 door Bel Air Records. Zelf omschreef de artiest het nummer als een lied over hoe mensen lijden en volharden door strijd. Het lied was de Luxemburgse inzending voor het Eurovisiesongfestival 2024, wat de eerste Luxemburgse inzending voor de wedstrijd in meer dan 30 jaar was. Het land nam hiervoor voor het laatst deel in 1993.

## Achtergrond
Fighter is gecomponeerd door Ana Zimmer, Dario Faini en Manon Romiti. De teksten voor het nummer zijn geschreven door Zimmer, Romiti en Silvio Lisbonne. In interviews heeft Golergant verklaard dat het nummer gaat over hoe alle mensen lijden en hoe mensen volharden door lijden, waarbij Golergant in het bijzonder haar voorbeeld gebruikt van het leven in New York en "zoveel afwijzingen doorgaat" binnen de muziekindustrie.
Golergant werd op 11 december officieel bekendgemaakt als deelnemer aan het Luxemburgs Songfestival, waarvoor het nummer op 9 januari 2024 in première ging. Twee maanden later, na de overwinning van Golergant in de wedstrijd, onthulde ze dat het nummer een 'revamp' zou krijgen voorafgaand aan het Eurovisiesongfestival 2024, waarvoor de nieuwe versie werd opgenomen in Parijs. De vernieuwde versie van Fighter werd uitgebracht op 29 maart.

## Muziekvideo en promotie
De Eurovisieversie van Fighter werd uitgebracht met een bijbehorende muziekvideo. Om het nummer verder te promoten, kondigde Golergant haar intentie aan om deel te nemen aan verschillende Eurovisie pre-parties gedurende de maand april, waaronder het London Eurovision Party 2024 en Eurovision in Concert 2024. Ze bracht op 24 april ook een akoestische opname van Fighter uit op het officiële YouTubekanaal van het Eurovisiesongfestival.

## In Malmö
Golargant kreeg in de eerste halve finale van het Eurovisiesongfestival 2024, op 7 mei 2024, als laatste te horen dat ze door was naar de finale. Qua puntenaantal eindigde ze in de halve finale als vijfde en in de finale, die plaatsvond op 11 mei, als dertiende. De Israëlische jury en het Israëlische publiek gaven de act het maximale puntenaantal van twaalf.